# Serra do Tapirapuã
A Serra do Tapirapuã (ou simplesmente Serra Tapirapuã) é uma região montanhosa no estado de Mato Grosso, Brasil.

## Clima
| Gráfico climático para Serra do Tapirapuã                                             | Gráfico climático para Serra do Tapirapuã | Gráfico climático para Serra do Tapirapuã | Gráfico climático para Serra do Tapirapuã | Gráfico climático para Serra do Tapirapuã | Gráfico climático para Serra do Tapirapuã | Gráfico climático para Serra do Tapirapuã | Gráfico climático para Serra do Tapirapuã | Gráfico climático para Serra do Tapirapuã | Gráfico climático para Serra do Tapirapuã | Gráfico climático para Serra do Tapirapuã | Gráfico climático para Serra do Tapirapuã |
| ------------------------------------------------------------------------------------- | ----------------------------------------- | ----------------------------------------- | ----------------------------------------- | ----------------------------------------- | ----------------------------------------- | ----------------------------------------- | ----------------------------------------- | ----------------------------------------- | ----------------------------------------- | ----------------------------------------- | ----------------------------------------- |
| J                                                                                     | F                                         | M                                         | A                                         | M                                         | J                                         | J                                         | A                                         | S                                         | O                                         | N                                         | D                                         |
| 351 27 21                                                                             | 409 26 21                                 | 274 26 22                                 | 153 28 21                                 | 152 27 18                                 | 47 29 18                                  | 14 30 17                                  | 7 32 19                                   | 87 33 20                                  | 154 32 21                                 | 258 30 21                                 | 304 28 19                                 |
| Temperaturas em °C • Precipitações em mmFonte: NASA Earth Observations Data Set Index |                                           |                                           |                                           |                                           |                                           |                                           |                                           |                                           |                                           |                                           |                                           |

Clima tropical de savana. A temperatura média é de 24 ° C. O mês mais quente é outubro, a 26  °C , e o mais frio, maio, a 22°C. A precipitação média é de 2.211 milímetros por ano. O mês mais chuvoso é fevereiro, com 409 milímetros de chuva, e o mais úmido agosto, com 7 milímetros.